# Cω
Cω(see omega로 발음)는 마이크로소프트 SQL 서버의 웹데이터 팀이 영국의 마이크로소프트 리서치, 레드먼드와 협업하여 개발한 C 샤프의 확장 기능이다. ω 표기가 불가능한 상황에서는 "Cw", "Comega"로도 표기한다. 한때 X#(X 샤프), 젠(Xen) 등의 암호명을 사용했다.